# Округ Кларк (Вирџинија)
Округ Кларк (енгл. Clarke County) је округ у америчкој савезној држави Вирџинија.

## Демографија
По попису из 2010. године број становника је 14.034, што је 1.382 (10,9%) становника више него 2000. године.
| Група             | 2000.          | 2010.          |
| Белци             | 11.422 (90,3%) | 12.387 (88,3%) |
| Афроамериканци    | 852 (6,7%)     | 746 (5,3%)     |
| Азијати           | 62 (0,5%)      | 126 (0,9%)     |
| Хиспаноамериканци | 185 (1,5%)     | 490 (3,5%)     |
| Укупно            | 12.652         | 14.034         |